# Јужна Корзика
Јужна Корзика (фр. Corse-du-Sud, корз. Corsica suttana) департман је у јужној Француској. Припада региону Корзика, а главни град департмана (префектура) је Ајачо. Департман Јужна Корзика је означен редним бројем 2A. Његова површина износи 4.014 км². По подацима из 2010. године у департману Јужна Корзика је живело 143.600 становника, а густина насељености је износила 36 становника по км².
Овај департман је административно подељен на:
- 2 округа
- 22 кантона и
- 124 општина.

## Демографија
| 1999.   | 2011.   |
| ------- | ------- |
| 140.953 | 145.846 |